# Soupy Sales
Milton Supman (8 de enero de 1926 – 22 de octubre de 2009), conocido profesionalmente como Soupy Sales, fue un comediante y actor estadounidense, reconocido principalmente por su programa de televisión infantil Lunch with Soupy Sales (1953-1966), en el que tradicionalmente era golpeado con un pastel en su cara al finalizar el programa, lo que se convirtió en su marca registrada.
Entre 1968 y 1975 fue panelista regular del programa de concurso semanal What's My Line? y apareció en una gran cantidad de programas de televisión. Durante los años 1980 Sales presentó su propio programa radial WNBC-AM en Nueva York. Falleció el 22 de octubre de 2009 en el Bronx, a la edad de 83 años, a causa de un cáncer que venía padeciendo años atrás.